# Susan Link

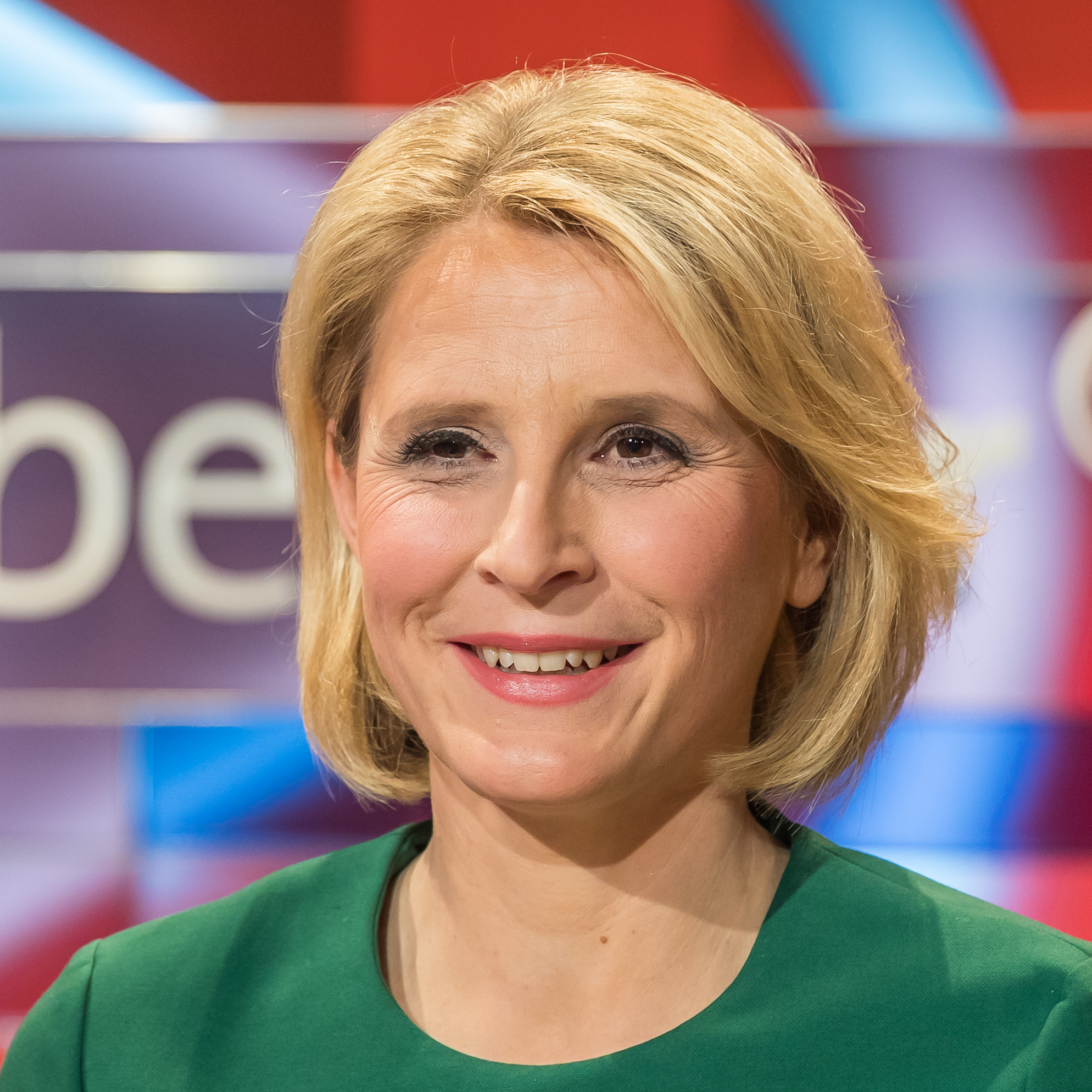
Susan Link (2020)

Susan Link (* 19. November 1976 als Susan Schwarzbach in Pößneck) ist eine deutsche Fernsehmoderatorin und Journalistin.

## Leben und Karriere
Susan Link zog nach der Wende mit ihrer Mutter von Triptis in Thüringen nach Wuppertal. Nach dem Abitur studierte sie an der Universität Wuppertal Germanistik.
1998 begann Link als Volontärin und später Moderatorin bei Radio Wuppertal. Anschließend war sie von 2002 bis 2011 als Moderatorin und Redakteurin bei Radio NRW beschäftigt. 2009 wurde sie für die Beitragsreihe Generation Deutschland 6 Leben eine Republik mit dem LfM-Hörfunkpreis in der Kategorie Information/Bildung/Beratung ausgezeichnet.
Seit 2011 gehört Link zum Team des ARD-Morgenmagazins. Zunächst war sie dort Redakteurin; seit August 2012 moderiert sie an der Seite von Sven Lorig und Till Nassif im Wechsel mit Anna Planken (bis 29. Dezember 2014 Anne Gesthuysen) die Sendung.
Ab Januar 2017 moderierte Link gemeinsam mit Kim Fisher die Talksendung Riverboat im MDR. Dabei wechselte sich das Duo in der wöchentlichen Sendung mit dem Moderatorenteam Stephanie Stumph und Jörg Pilawa ab. Im Jahr 2019 wurden beide Teams abgelöst und durch die Doppelmoderation von Jörg Kachelmann und Kim Fisher ersetzt.
Seit Juli 2017 moderiert sie zusammen mit Micky Beisenherz den Kölner Treff im WDR sowie das Dokutainment-Format Der schönste Sommer meiner Kindheit im MDR.
Im Januar und Februar 2020 moderierte Link, vertretungsweise für Frank Plasberg, auch die ARD-Talkshow hart aber fair, im August 2022 vertrat sie erstmals das Moderationspersonal des Presseclubs und gehört seit Juli 2023 neben Jörg Schönenborn und Ellen Ehni zum festen Moderatorenstamm.

## Privates
Susan Link wohnt mit ihrem Mann und dem gemeinsamen Sohn (* 2010) in Köln.
Gemeinsam gibt das Ehepaar in unregelmäßigen Abständen den Podcast „Gin Tonic & Eierlikör“ heraus; ein weiterer namens „Erzähl mir was Gutes“ erscheint gemeinsam mit Comedian und Autor Markus Barth.